# Cirrhochrista griveaudalis
Cirrhochrista griveaudalis is een vlinder (nachtvlinder) uit de familie van de grasmotten (Crambidae). De wetenschappelijke naam van deze soort is voor het eerst geldig gepubliceerd in 1961 door Pierre Viette.
De soort komt voor op de eilanden Grande Comore (Ngazidja), Mohéli (Mwali), Anjouan (Ndzwani) en Mayotte (Maore) van de Comoren.